# Chiba Port Arena
Chiba Port Arena (jap. 千葉ポートアリーナ Chiba Pōto Arīna) – hala widowiskowo-sportowa w Chibie, w Japonii. 
Została otwarta w 1991 roku. Może pomieścić 7512 widzów.
W 2021 roku obiekt był jedną z aren siatkarskich mistrzostw Azji.